# Vila Franze Bognera (Liberec)
Historizující honosná vila Franze Bognera v Liberci spolu se zahradou vznikla v letech 1896-1897 podle návrhu architekta Adolfa Bürgera (1839-1901) pro podnikatele Franze Bognera. V současné době zde sídlí liberecké pracoviště Národního památkového ústavu. Vila je chráněna jako kulturní památka České republiky.

## Historie
V roce 1910 byla v severním nároží objektu přistavěna garáž, nad kterou byly v roce 1923 rozšířeny obytné prostory (provedeno firmou Adolf Bürger). Ve druhé polovině 20. století byla vila začleněna do areálu liberecké nemocnice (byl zde ubytován personál).
Po roce 2000 byla devastovaná vila rekonstruována pro potřeby územního odborného pracoviště Národního památkového ústavu, které zde sídlí od roku 2006.

## Popis
Vila zaujímá pravoúhlý půdorys a její hlavní část má valbové zastřešení. Schodišťové těleso na severozápadní straně přesahuje nad střechy v podobě věžice vrcholící strmou stanovou střechou s vikýři. Hlavní vstup na jihozápadní straně po předloženém schodišti ústí v tříosé sloupové lodžii. Fasády jsou nad předstupujícím soklem členěné plochými omítkovými pásy, edikulami okenních rámů se štukovými suprafenestrami a zakončené jsou římsou se zubořezem. Na jihozápadní a jihovýchodní straně nad římsu vystupují zděné štítové nástavce.
Z původní ozdobné zahrady zůstaly zachovány jen vzrostlé stromy.